# 贝阿尔库尔
贝阿尔库尔（法語：Béalcourt，法語發音：[bealkuʁ]）是法国上法蘭西大區索姆省的一个市镇，属于亚眠区。

## 地理
贝阿尔库尔（50°12'15"N, 2°11'4"E）面积3.61 平方千米，位于法国上法蘭西大區索姆省，该省份为法国北部沿海省份，北起加来海峡省和北部省，西接滨海塞纳省和大西洋英吉利海峡，南至瓦兹省，东临埃纳省。
与贝阿尔库尔接壤的市镇（或旧市镇、城区）包括：博瓦尔瓦旺、欧蒂河畔弗罗昂、厄兹库尔、勒梅亚尔、圣阿舍尔。

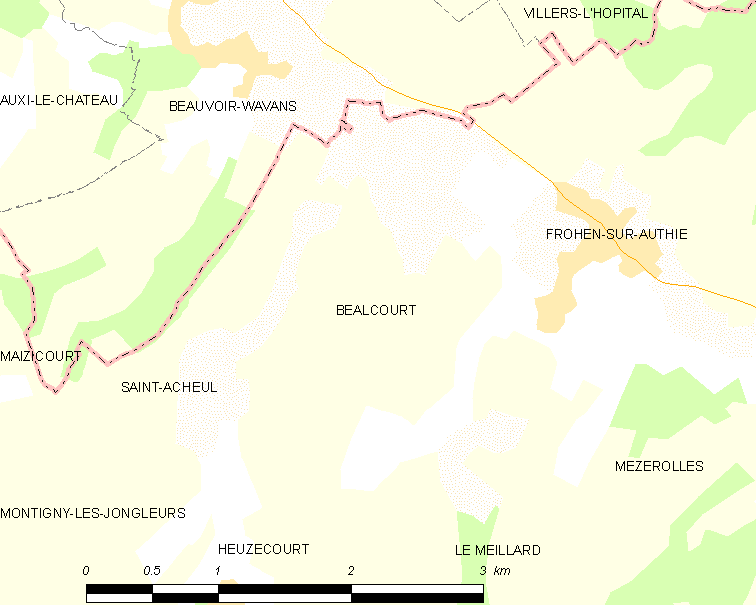
贝阿尔库尔的OSM定位图

贝阿尔库尔的时区为UTC+01:00、UTC+02:00（夏令时）。

## 行政
贝阿尔库尔的邮政编码为80370，INSEE市镇编码为80060。

## 政治
贝阿尔库尔所属的省级选区为杜朗县。

## 人口

1962-2008年间贝阿尔库尔人口变化图示

贝阿尔库尔于2022年1月1日时的人口数量为119人。